# Mia sorella Evelina (film 1955)
Mia sorella Evelina (My Sister Eileen) è un film del 1955 diretto da Richard Quine, con protagonisti Janet Leigh, Betty Garrett e Jack Lemmon
È una commedia musicale, remake a colori dell'omonimo Mia sorella Evelina del 1942, interpretato dal giovane Richard Quine.
Le coreografie del film furono realizzate dall'esordiente Bob Fosse.

## Trama
Due sorelle si trasferiscono dall'Ohio a New York in cerca di fortuna, una come attrice e l'altra come scrittrice.